# 林忠邦
林忠邦，香港資深編劇，現職無綫電視編劇。曾任香港亞洲電視編劇及編審，他在1990年代加入亞洲電視任職時成為編劇。1997年首次加入無綫電視及後於2004年重返亞洲電視任職，2006年為亞洲電視劇集《香港奇案實錄》擔任編審之一，2011年轉到台灣壹電視。其後被無線電視邀請回來創作劇集，他在無線電視的首部編審劇集是《On Call 36小時II》。

## 編審／編劇列表

### 電視劇（亞洲電視）
- 1994年：《可憐天下父母心》
- 1995年：《九王奪位》《包青天》《殭屍道長》
- 1996年：《千王之王重出江湖》
- 1997年：《劍嘯江湖》《國際刑警》《屋企有個肥大佬》
- 2004年：《爸爸兩邊走》《我和殭屍有個約會III之永恆國度》
- 2005年：《爸爸向前走》《危險人物》
- 2006年：《香港奇案實錄》《義無反顧》
- 2008年：《火蝴蝶》

### 電視劇（無綫電視）
- 1999年：《金玉滿堂》編劇、《騙中傳奇》編劇、《洗冤錄》編劇、《茶是故鄉濃》編劇
- 2000年：《金裝四大才子》編劇
- 2002年：《騎呢大狀》編劇
- 2003年：《俗世情真》編劇
- 2004年：《棟篤神探》編劇、《血薦軒轅》編劇、《金枝慾孽》編劇
- 2004年：《亂世佳人》編劇
- 2009年：《蔡鍔與小鳳仙》編劇、《富貴門》編劇
- 2010年：《刑警》編劇
- 2013年：《On Call 36小時II》編審（與湯健萍合作）
- 2014年：《八卦神探》編審（與湯健萍、盧美雲合作）
- 2015年：《衝線》編審+編劇（與盧美雲合作）
- 2016年：《完美叛侶》編審
- 2018年：《果欄中的江湖大嫂》編劇
- 2019年：《街坊財爺》編劇
- 2020年：《黃金有罪》編劇
- 2021年：《異搜店》編劇
- 2022年：《十八年後的終極告白2.0》編劇
- 2023年：《靈戲逼人》編劇
- 2025年：《奪命提示》編劇

### 電視劇（其他）
- 2011年《幸福蒲公英》(壹電視)
- 2016年《無間道》